# FIFA Football 2003
FIFA Football 2003 (getiteld FIFA Soccer 2003 in Noord-Amerika) is een op voetbal gebaseerd videospel geproduceerd door Electronic Arts en uitgebracht door EA Sports in 2002. Het is het tiende spel uit de FIFA-serie en het zevende dat in 3D geproduceerd werd.
Er zijn een aantal nieuwe functies vergeleken met de vorige versie. De spelmodus "vriendschappelijke wedstrijden" werd geïntroduceerd, waarin gespeeld kan worden tegen 17 Europese topclubs in hun eigen stadion. Tevens zingen de fans hun eigen liederen. In de rust en na de wedstrijd worden hoogtepunten van de wedstrijd getoond. Andere toevoegingen zijn meer gelijkenissen van enkele bekende spelers zoals Thierry Henry en Ronaldinho evenals realistische reacties van spelers.
De Europese cover bevat Roberto Carlos, Ryan Giggs en Edgar Davids, die respectievelijk Brazilië, Manchester United en Juventus vertegenwoordigen. In de Verenigde Staten verscheen Landon Donovan op de plaats van Roberto Carlos.

## Soundtrack
a.mia - "Jumpin’ to the Moon (Unexplored Field Mix)"

Antiloop - "In My Mind"

Avril Lavigne - "Complicated (Pablo La Rossa Vocal Mix)"

Bedroom Rockers - "Drivin'"

Dax Riders - "Real Fonky Time"

D.O.G. - "Force"

Idlewild - "You Held the World in Your Arms"

Kosheen - "Hide U"

Kosheen - "Pride"

Ms. Dynamite - "Dy-Na-Mi-Tee"

Safri Duo - "Played A-Live (The Bongo Song)"

Sportfreunde Stiller - "Independent"

Spotrunnaz - "Bigger and Better"

Timo Maas en Fatboy Slim - "To Get Down (Remix)"